# Eta Carinae
Eta Carinae (η Car / η Carinae) je velmi velká a jasná proměnná hvězda v souhvězdí Lodního kýlu, přičemž její hmotnost je asi 100–150krát větší než hmotnost Slunce a její zářivý výkon dosahuje pětimiliontého násobku zářivého výkonu Slunce. Kvůli její obrovské hmotnosti a stádiu vývoje se během následujících několika milionů let očekává, že vybuchne jako supernova nebo hypernova.
Vzdálenost od sluneční soustavy je přibližně 7 500 světelných let.